# Sanctuaire jingū
Un sanctuaire jingū (神宮) est un type de sanctuaire shinto lié à la maison impériale du Japon.

## Liste de sanctuairesjingū
La liste suivante comprend quelques-uns, mais pas tous les sanctuaires Nijūnisha de l'époque de Heian. Les sanctuaires modernes établis après la restauration Meiji ne sont pas omis. Dans la liste ci-dessous, ces sanctuaires sont marqués d'un ‡. 
- Ise-jingū
- Hokkaidō-jingū‡
- Kashima-jingū
- Katori-jingū
- Meiji-jingū‡
- Atsuta-jingū
- Kehi-jingū (en)
- Ōmi-jingū
- Heian-jingū‡
- Shiramine-jingū
- Minase-jingū
- Isonokami-jingū
- Kashihara-jingū‡
- Yoshino-jingū
- Hinokuma-jingū (en)
- Izanagi-jingū
- Akama-jingū
- Hikosan-jingū
- Usa-jingū
- Udo-jingū
- Miyazaki-jingū
- Kirishima-jingū
- Kagoshima-jingū

Ise-jingū est aussi appelé jingū (nom formel) sans autre désignation.

## Sanctuaires defunct
- Chōsen-jingū
- Kantō-jingū (en)
- Fuyo-jingū (en)
- Taiwan-jingū